# Bauke de Vries
Bauke de Vries, soms Bauke Jelle de Vries (Tjerkwerd, Wonseradeel, 17 november 1835 – Amsterdam, 2 maart 1920) was een Nederlands organist.
Hij was zoon van Jacoba de Jong en schoolhoofd Jolle de Vries. Hijzelf trouwde in 1859 in Goor met modemaakster Maria Coninck Westenberg (1825-1874) uit het patriciërsgeslacht Coninck Westenberg, waarbij tevens een kind werd gewettigd. Zij stierf in Harderwijk. Hij hertrouwde met kapiteinsdochter Wilhelmina Lucia Aleida Tulp, die in 1912 in Driebergen overleed. Zoon Hendrik Jolle de Vries uit het eerste huwelijk werd organist te Arum en in 1891 Enschede; hij overleed in 1901.
Zijn muziekopleiding kreeg hij in eerste instantie van zijn vader, die jarenlang dirigent was van de plaatselijke zangvereniging Dronrijp. Daarna volgde nog vermoedelijk een opleiding door Elgersma Frank organist te Leeuwarden. Hij was achtereenvolgend organist te Leeuwarden (Doopsgezinde kerk), Goor (1854-1863), Harderwijk (1863-1876) en de Martinikerk in Bolsward (1876-1910). Een matige gezondheid noopte hem tot het beëindigen van zijn loopbaan op 1 januari 1910. Voor zijn opvolging werd geadverteerd in de Leeuwarder Courant. Vierentwintig organisten solliciteerden; vijf mochten er voorspelen.
Zoals gebruikelijk in die tijd was hij ook muziekleraar in genoemde plaatsen. Hij leidde er tevens koren (Bolsward’s Mannenkoor en Dameskoor Melodia). 
Één van zijn hoogtepunten was een uitvoering op 21 mei 1877 ter gelegenheid Pius IX, die toen vijftig jaar aartsbisschop en paus was. Hij dirigeerde toen de verenigde Rooms-katholieke koren van Bolsward met begeleiding van het muziekkorps van het eerste regiment infanterie onder leiding van Johannes Franciscus Stoetz in een groot programma, waaronder de Piuscantate van Johannes Verhulst.
Hij werd ook bekend van enkele composities:
- 85 kleine melodische spelen voor harmonium of orgel
- Psalm 84 vs 1, 2, en 6 voor gemengd koor (nog uitgevoerd in 1907 tijdens de overdracht van de Broerekerk in Bolsward
- Psalm 100 voor gemengd koor
- Psalm 43, vs 3, 4, en 5 voor gemengd koor
- Fryslan Boppe, muziek onder tekst van W. Dijkstra (foar mingd koar mei pianolieding fen B. de Vries, oargelist to Boalsert).[6]
- Zestien klein en gemakkelijke stukken voor orgel of harmonium voor thuis en kerk.
- 1892: Koraalboek (exemplaar in de Koninklijke Bibliotheek)
- 34 kleine en gemakkelijke voorspelen voor orgel, harmonium of piano (beleefde een zesde druk (opus 10)
- 190 kleine en gemakkelijke voorspelen voor orgel, harmonium of piano (zesdelige uitgave bij Thieme Boek- en Muziekhandel, 1892)